# Jim Steel
Jim Steel, diminutivo di William James Steel (Dumfries, 4 dicembre 1959) è un ex calciatore scozzese, di ruolo attaccante.

## Carriera
Esordisce tra i professionisti nella stagione 1978-1979, all'età di 16 anni, con l'Oldham Athletic, club della seconda divisione inglese; rimane in squadra per complessive cinque stagioni, ovvero fino al termine della stagione 1982-1983; dopo alcune annate da titolare (con 24 reti in 101 presenze in seconda divisione), nella stagione 1982-1983 gioca solamente 7 partite, trascorrendo anche due periodi in prestito in terza divisione rispettivamente al Wigan (con cui gioca 2 partite e segna altrettanti gol) ed ai gallesi del Wrexham (con cui mette a segno 6 reti in 9 presenze). Infine, nel marzo del 1983 si trasferisce al Port Vale, con cui conquista una promozione dalla quarta alla terza divisione; nel dicembre dello stesso anno, avendo perso il posto da titolare al centro dell'attacco dei Valiants, viene ceduto dopo complessive 6 reti in 28 partite di campionato al Wrexham, nel frattempo retrocesso in quarta divisione.
Qui trascorre tre stagioni e mezza da titolare, tutte in quarta divisione; nelle stagioni 1984-1985 e 1985-1986 gioca anche due finali di Coppa del Galles, vincendo la seconda. Entrambe le finali conducono però il club ad altrettante partecipazioni alla Coppa delle Coppe (nella stagione 1984-1985 il Wrexham era infatti stato sconfitto dallo Shrewsbury Town, ovvero un club inglese, che quindi non poteva rappresentare la Federazione gallese nelle competizioni UEFA); Steel sia nella Coppa delle Coppe 1985-1986 che nella Coppa delle Coppe 1986-1987 gioca 4 partite, segnando una rete in ciascuna delle due edizioni. Nella parte finale della stagione 1986-1987 trascorre poi un breve periodo in prestito al Deportivo La Coruña, con cui gioca 4 partite (senza mai segnare) nella seconda divisione spagnola. Terminato il prestito torna al Wrexham, che nel dicembre del 1987 dopo ulteriori 8 reti in 16 presenze in quarta divisione lo cede a titolo definitivo al Tranmere, altro club della quarta divisione inglese, con cui Steel gioca fino al termine della stagione 1991-1992 (quando peraltro si ritira) vincendo il Football League Trophy nella stagione 1989-1990, perdendo poi una finale nella medesima competizione nella stagione 1990-1991, nella quale vincendo i play-off il club (precedentemente promosso in terza divisione al termine della stagione 1988-1989) viene anche promosso in seconda divisione.
In carriera ha totalizzato complessivamente 485 presenze e 118 reti nei campionati della Football League.

## Palmarès

### Club

#### Competizioni nazionali
- Coppa del Galles: 1

Wrexham: 1985-1986
- Football League Trophy: 1

Tranmere: 1989-1990